# Ictidosucop
Els ictidosucops (Ictidosuchops) són un gènere extint de sinàpsids de la família dels ictidosúquids que visqueren al sud d'Àfrica durant el Wuchiapingià (Permià superior). Se n'han trobat restes fòssils a les províncies sud-africanes del Cap Occidental, el Cap Oriental i el Cap Septentrional. Eren baurioïdeus petits i basals amb les òrbites oculars engrandides i situades en un punt alt del dermatocrani. El nom genèric Ictidosuchops significa ‘cara de cocodril mostela’ en llatí.